# Eleições municipais de Corumbá em 2000
As eleições municipais da cidade brasileira de Corumbá ocorreram em 1º de outubro de 2000 para eleger um prefeito, um vice-prefeito e 15 vereadores para a administração da cidade. O prefeito titular era Eder Brambilla, do Partido da Social Democracia Brasileira (PSDB), que concorreu à reeleição.
Além de Brambilla, disputaram a cadeira de prefeito os candidatos Domingos Albaneze (PMDB), José Arturo Bobadilla (PSD), Manoel Vitório (PT) e Marco Antônio Monje (PSTU). Brambilla foi reeleito com uma diferença de 4,3 mil votos sobre o segundo colocado.

## Candidatos
| Nome do candidato     | Partido |
| --------------------- | ------- |
| Domingos Albaneze     | PMDB    |
| Eder                  | PSDB    |
| José Arturo Bobadilla | PSD     |
| Manoel Vitório        | PT      |
| Professor Monje       | PSTU    |

## Resultados

### Prefeito
| Candidato(a)                | Turno único 1º de outubro de 2000 | Turno único 1º de outubro de 2000 |
| Candidato(a)                | Total                             | Percentagem                       |
| --------------------------- | --------------------------------- | --------------------------------- |
| Eder (PSDB)                 | 19.559                            | 43,78%                            |
| Manoel Vitório (PT)         | 15.276                            | 34,2%                             |
| José Arturo Bobadilla (PSD) | 5.495                             | 12,3%                             |
| Domingos Albaneze (PMDB)    | 3.792                             | 8,49%                             |
| Professor Monje (PSTU)      | 544                               | 1,21%                             |
| → Total de votos válidos    | 44.666                            | 94,77%                            |
| → Votos em branco           | 524                               | 1,11%                             |
| → Votos nulos               | 1.939                             | 4,11%                             |
| Total                       | 47.129                            | 81,12%                            |
| Abstenções                  | 10.969                            | 18,88%                            |
| Total de inscritos          | 58.898                            | 100%                              |

#### Gráficos
| Turno único - Esquema Gráfico | Turno único - Esquema Gráfico | Turno único - Esquema Gráfico | Turno único - Esquema Gráfico | Turno único - Esquema Gráfico |
| ----------------------------- | ----------------------------- | ----------------------------- | ----------------------------- | ----------------------------- |
|                               |                               |                               |                               |                               |
| Eder                          | Eder                          |                               | 43,78%                        | 43,78%                        |
| Manoel Vitório                | Manoel Vitório                |                               | 34,20%                        | 34,20%                        |
| José Arturo Bobadilla         | José Arturo Bobadilla         |                               | 12,30%                        | 12,30%                        |
| Domingos Albaneze             | Domingos Albaneze             |                               | 8,49%                         | 8,49%                         |
| Professor Monje               | Professor Monje               |                               | 1,21%                         | 1,21%                         |
| Brancos e Nulos               | Brancos e Nulos               |                               | 5,22%                         | 5,22%                         |
| Abstenções                    | Abstenções                    |                               | 18,88%                        | 18,88%                        |

### Vereadores
Os eleitos foram remanejados pelo coeficiente eleitoral destinado a cada coligação. Abaixo a lista com o número de vagas e os candidatos eleitos. O ícone  indica os que foram reeleitos.
| Candidato(a)               | Partido | Votação  |      |       |
| -------------------------- | ------- | -------- | ---- | ----- |
| Candidato(a)               | Partido | Salatiel | PSDB | 1.436 |
| Marquinhos                 | PL      | 1.321    |      |       |
| Alberto Guimarães          | PTB     | 1.216    |      |       |
| Antônio Juliano            | PL      | 957      |      |       |
| Roberto Façanha            | PMDB    | 873      |      |       |
| Heitor                     | PDT     | 862      |      |       |
| Ricardo Cândia             | PTB     | 857      |      |       |
| Cleber                     | PL      | 814      |      |       |
| Tadeu Vieira               | PSDB    | 799      |      |       |
| Carlinhos                  | PT      | 711      |      |       |
| Raimundo Carlos Salustiano | PMDB    | 669      |      |       |
| Silas de Almeida           | PST     | 609      |      |       |
| Mohamad                    | PST     | 594      |      |       |
| Gabi                       | PT      | 560      |      |       |
| Gaúcho                     | PSD     | 402      |      |       |